# Richard de Warwick combattant
Richard de Warwick combattant est une sculpture en bronze réalisé par Jean-François-Théodore Gechter en 1844.

## Histoire
Propriété de la ville de Blois depuis 1996, elle y est conservée au Musée des Beaux-Arts.
En 2014, elle est prêtée au Musée des Beaux-Arts de Lyon dans le cadre de l'exposition L'invention du Passé. Histoires de cœur et d'épée 1802-1850[réf. souhaitée].